# 大麻晴美町
大麻晴美町（おおあさはるみちょう）とは、北海道江別市の町丁。郵便番号は069-0866。人口は476人、世帯数は261世帯（2023年12月1日現在）。丁目の設定のない単独町名である。住居表示は全域で未実施。

## 地理
大麻晴美町は函館本線の北西側の地域で、町内に12丁目通が横断し、境界線部に2番通・3番通がある。

## 歴史

### 年表
- 1965年（昭和40年）
  - 2月20日 - 「元野幌」の一部が「晴美町」に町名地番変更[5]。
- 1974年（昭和49年）
  - 11月1日 - 「晴美町」の一部が「大麻晴美町」に町名地番変更[5]。

### 町名の変遷
町名の変遷は以下の通りである。
| 実施後     | 実施年月日    | 実施前（各町名ともその一部） |
| ---------- | ------------- | ---------------------------- |
| 晴美町     | 1965年2月20日 | 元野幌                       |
| 大麻晴美町 | 1974年11月1日 | 晴美町                       |

## 世帯数と人口
2023年（令和5年）12月1日現在の世帯数と人口は以下の通りである。
| 町丁       | 世帯    | 人口  |
| ---------- | ------- | ----- |
| 大麻晴美町 | 261世帯 | 476人 |
| 計         | 261世帯 | 476人 |

### 人口の変遷
国勢調査による人口の推移。
| 1995年（平成7年）  | 590人 | [ 6 ]  |  |
| 2000年（平成12年） | 486人 | [ 7 ]  |  |
| 2005年（平成17年） | 422人 | [ 8 ]  |  |
| 2010年（平成22年） | 487人 | [ 9 ]  |  |
| 2015年（平成27年） | 483人 | [ 10 ] |  |
| 2020年（令和2年）  | 462人 | [ 11 ] |  |

### 世帯数の変遷
国勢調査による世帯数の推移。
| 1995年（平成7年）  | 272世帯 | [ 6 ]  |  |
| 2000年（平成12年） | 229世帯 | [ 7 ]  |  |
| 2005年（平成17年） | 207世帯 | [ 8 ]  |  |
| 2010年（平成22年） | 236世帯 | [ 9 ]  |  |
| 2015年（平成27年） | 240世帯 | [ 10 ] |  |
| 2020年（令和2年）  | 210世帯 | [ 11 ] |  |

## 小・中学校の通学区
小・中学校の通学区は以下の通り。
| 町丁       | 字・番地 | 小学校       | 中学校       |
| ---------- | -------- | ------------ | ------------ |
| 大麻晴美町 | 全域     | 大麻東小学校 | 大麻東中学校 |

## 施設

### 公園
- はるみ公園（大麻晴美町11）[13]

### 住宅
- 北海道機械開発株式会社 大麻住宅（大麻晴美町10-3）[14]
- 札幌トヨペット株式会社 社員寮ルーキー100大麻（大麻晴美町10-9）[15]

### 企業・店舗
- セブンイレブン 江別大麻晴美町（大麻晴美町10-10）[16]

### 医療・福祉
- 三番通り歯科（大麻晴美町2-3）[17]
- 有料老人ホーム 花ひかり（大麻晴美町10-5）[18]

## 交通

### 鉄道
- 鉄道駅は町内には存在しない。最寄り駅は函館本線の大麻駅。
  - 北海道旅客鉄道
    - ■函館本線

### バス
- 町内に ジェイアール北海道バス及び北海道中央バスの路線がある[19]。

### 道路
- 一般国道
  - 町内に一般国道は存在しない[20]。
- 一般道道
  - 北海道道626号東雁来江別線[20]
- 都市計画道路
  - 3・3・303 3番通[20][21]
  - 3・4・313 2番通[20][21]